# Grand Prix Portugalii 1990
Grand Prix Portugalii 1990 (oryg. Grande Premio de Portugal) – 13. runda Mistrzostw Świata Formuły 1 w sezonie 1990, która odbyła się 23 września 1990, po raz siódmy na torze Autódromo do Estoril.
19. Grand Prix Portugalii, 10. zaliczane do Mistrzostw Świata Formuły 1.

## Klasyfikacja
| Legenda oznaczeń w tabelach wyników Wyświetl szablon na nowej stronie | Legenda oznaczeń w tabelach wyników Wyświetl szablon na nowej stronie                                                                     |
| Oznaczenie                                                            | Wyjaśnienie |
| --------------------------------------------------------------------- | --- |
| Złoty                                                                 | Zwycięzca lub mistrzostwo |
| Srebrny                                                               | 2. miejsce lub wicemistrzostwo |
| Brązowy                                                               | 3. miejsce lub II wicemistrzostwo |
| Zielony                                                               | Ukończył, punktował (w klasyfikacji generalnej, gdy zdobył co najmniej jeden punkt na przestrzeni sezonu, poza trzema powyższymi opcjami) |
| Niebieski                                                             | Ukończył, nie punktował (w klasyfikacji generalnej, gdy nie zdobył co najmniej jednego punktu na przestrzeni sezonu)                      |
| Czerwony                                                              | Nie zakwalifikował się (NZ) |
| Czerwony                                                              | Nie prekwalifikował się (NPK) |
| Różowy                                                                | Nie ukończył (NU) |
| Różowy                                                                | Niesklasyfikowany (NS) (w klasyfikacji generalnej, gdy nie został sklasyfikowany w żadnym wyścigu sezonu)                                 |
| Czarny                                                                | Zdyskwalifikowany (DK) |
| Czarny                                                                | Wykluczony (WYK/EX) |
| Biały                                                                 | Nie wystartował (NW) |
| Biały                                                                 | Kontuzjowany (K/INJ) |
| Biały                                                                 | Wyścig odwołany (OD/C) |
| Bez koloru                                                            | Został wycofany (WYC/WD) |
| Bez koloru                                                            | Nie przybył (NP/DNA) |
| Bez koloru                                                            | Nie brał udziału w treningach (NT/DNP) |
| Bez koloru                                                            | Nie został zgłoszony (–) |
| Pogrubienie                                                           | Start z pole position |
| Kursywa                                                               | Najszybsze okrążenie wyścigu |
| †                                                                     | Nie ukończył, ale jego rezultat został zaliczony ze względu na przejechanie więcej niż 90% dystansu wyścigu.                              |
| *                                                                     | Sezon w trakcie |
| 1/2/3                                                                 | Punktowana pozycja w sprincie kwalifikacyjnym                                                                                             |
| Lista systemów punktacji Formuły 1                                    | |

| Poz. | Nr. | Kierowca           | Konstruktor           | Okrążeń | Czas/powód NU                              | Poz. start. | Punktów |
| ---- | --- | ------------------ | --------------------- | ------- | ------------------------------------------ | ----------- | ------- |
| 1    | 2   | Nigel Mansell      | Ferrari               | 61      | 1:22:11,014                                | 1           | 9       |
| 2    | 27  | Ayrton Senna       | McLaren-Honda         | 61      | +2,808                                     | 3           | 6       |
| 3    | 1   | Alain Prost        | Ferrari               | 61      | +4,189                                     | 2           | 4       |
| 4    | 28  | Gerhard Berger     | McLaren-Honda         | 61      | +5,896                                     | 4           | 3       |
| 5    | 20  | Nelson Piquet      | Benetton-Ford         | 61      | +57,418                                    | 6           | 2       |
| 6    | 19  | Alessandro Nannini | Benetton-Ford         | 61      | +58,249                                    | 9           | 1       |
| 7    | 6   | Riccardo Patrese   | Williams-Renault      | 60      | +1 okr.                                    | 5           |         |
| 8    | 4   | Jean Alesi         | Tyrrell-Ford          | 60      | +1 okr.                                    | 8           |         |
| 9    | 9   | Michele Alboreto   | Arrows-Ford           | 60      | +1 okr.                                    | 19          |         |
| 10   | 25  | Nicola Larini      | Ligier-Ford           | 59      | +2 okr.                                    | 22          |         |
| 11   | 23  | Pierluigi Martini  | Minardi-Ford          | 59      | +2 okr.                                    | 16          |         |
| 12   | 15  | Maurício Gugelmin  | Leyton House-Judd     | 59      | +2 okr.                                    | 14          |         |
| 13   | 10  | Alex Caffi         | Arrows-Ford           | 58      | kolizja z Suzukim                          | 17          |         |
| 14   | 30  | Aguri Suzuki       | Larrousse-Lamborghini | 58      | kolizja z Caffim                           | 11          |         |
| 15   | 21  | Emanuele Pirro     | Dallara-Ford          | 58      | +3 okr.                                    | 13          |         |
| NU   | 26  | Philippe Alliot    | Ligier-Ford           | 52      | wypadek                                    | 20          |         |
| NU   | 7   | David Brabham      | Brabham-Judd          | 52      | skrzynia biegów                            | 25          |         |
| NU   | 16  | Ivan Capelli       | Leyton House-Judd     | 51      | silnik                                     | 12          |         |
| NU   | 5   | Thierry Boutsen    | Williams-Renault      | 30      | silnik                                     | 7           |         |
| NU   | 29  | Éric Bernard       | Larrousse-Lamborghini | 24      | skrzynia biegów                            | 10          |         |
| NU   | 8   | Stefano Modena     | Brabham-Judd          | 21      | skrzynia biegów                            | 23          |         |
| NU   | 12  | Martin Donnelly    | Lotus-Lamborghini     | 14      | alternator                                 | 15          |         |
| NU   | 11  | Derek Warwick      | Lotus-Lamborghini     | 5       | przepustnica                               | 21          |         |
| NU   | 18  | Yannick Dalmas     | AGS-Ford              | 3       | półoś napędowa                             | 24          |         |
| NU   | 22  | Andrea de Cesaris  | Dallara-Ford          | 0       | przepustnica/poślizg                       | 18          |         |
| NW   | 3   | Satoru Nakajima    | Tyrrell-Ford          |         | kondycja kierowcy po wcześniejszym wypadku |             |         |
| NZ   | 14  | Olivier Grouillard | Osella-Ford           |         |                                            |             |         |
| NZ   | 24  | Paolo Barilla      | Minardi-Ford          |         |                                            |             |         |
| NZ   | 17  | Gabriele Tarquini  | AGS-Ford              |         |                                            |             |         |
| NZ   | 31  | Bertrand Gachot    | Coloni-Ford           |         |                                            |             |         |
| NPK  | 33  | Roberto Moreno     | Euro Brun-Judd        |         |                                            |             |         |
| NPK  | 34  | Claudio Langes     | Euro Brun-Judd        |         |                                            |             |         |
| NPK  | 39  | Bruno Giacomelli   | Life-Judd             |         |                                            |             |         |

Legenda:
- NU - nie ukończył
- NW - nie wystartował
- NZ - nie zakwalifikował się
- NPK - nie przed-kwalifikował się